# Korowarka

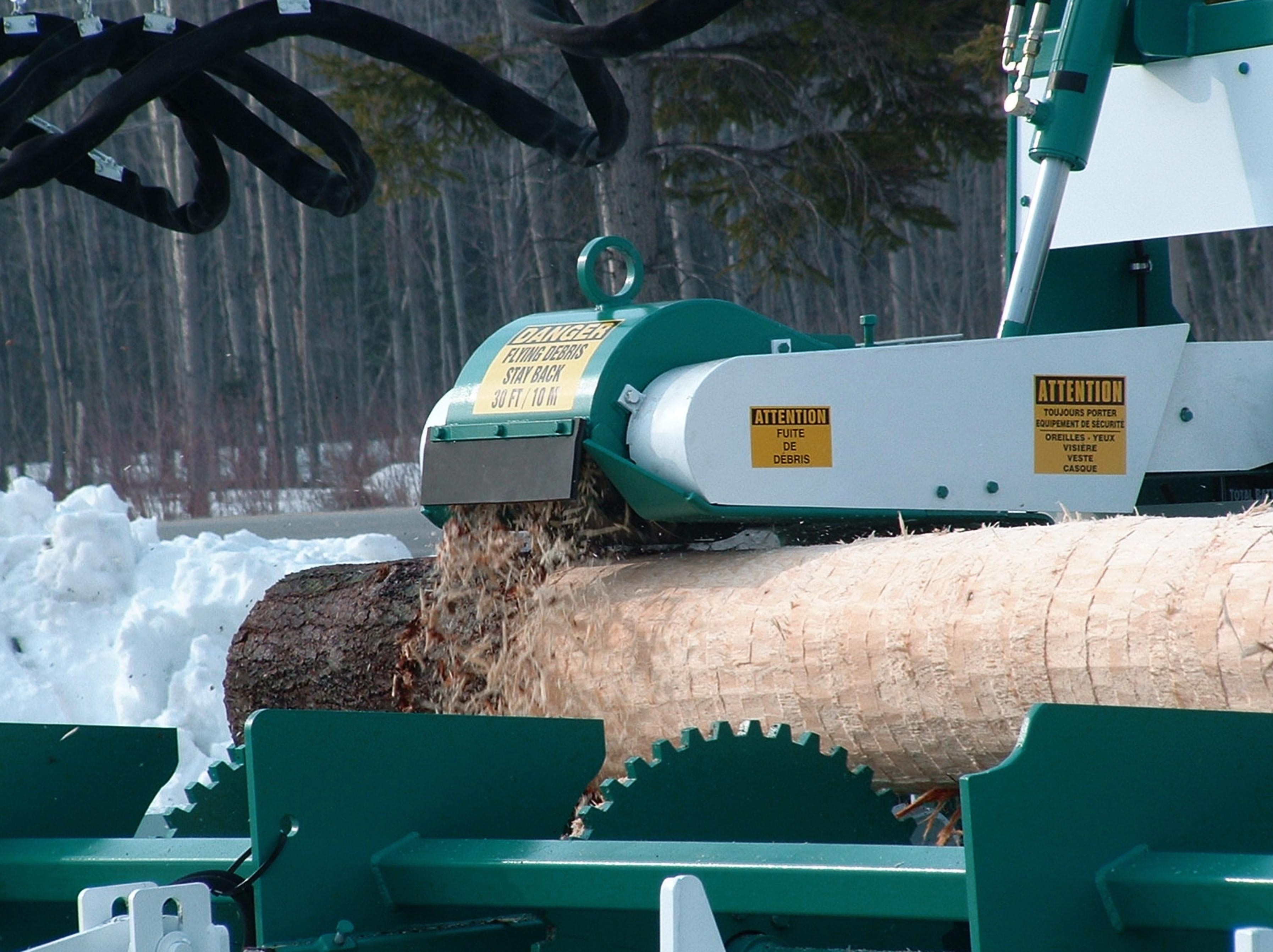
Korowarka

Korowarka – mechaniczne urządzenie, pierwotnie do oddzielania kory od drewna okrągłego, a obecnie także do obróbki izolacji przewodów i kabli elektrycznych, oparte albo na zasadzie tarcia (korowarki łańcuchowe lub hydrauliczne), albo na zasadzie skrawania (korowarki tarczowe lub nożowe).